# Fleurs et Brume
Fleurs et Brume (en chinois : 花非花雾非雾) est une série télévisée chinoise de 2013 écrite par le romancier taïwanais Chiung Yao (en). C'est le premier scénario original de Chiung après My Fair Princess (en) (1998). La série a été partiellement tournée en Bretagne (France), notamment dans le secteur de Vannes. Mettant en vedette des acteurs chinois, taïwanais et sud-coréens, la série est diffusée depuis le 6 août 2013 sur Hunan TV.

## Synopsis
Xue Hua (Flocon de neige), Lang Hua (Vagues), Huo Hua (Étincelles) et Yan Hua (Feux d'artifice) sont quatre orphelins qui ont grandi ensemble au centre pour orphelines Hua Xin. Chacune possédant un talent musical exceptionnel, les sœurs ont grandi ensemble et partagent des liens étroits. Cependant, à l'âge de 15 ans, Xue Hua a été retrouvée par sa tante qui l'a emmenée en France. Huo Hua est également adopté par une famille. Lang Hua et Yan Hua se promettent alors de ne jamais être séparées. 
Seize ans plus tard, Huo Hua (maintenant appelé Ye Fan) se rend en France à la recherche de Xue Hua. Là, elle tombe amoureuse de Qi Fei, un beau et talentueux violoncelliste. Cependant, Huo Hua découvre plus tard que Xue Hua est considérée comme morte assassinée, le principal suspect n'étant autre que son petit ami Qi Yuan, le frère de Qi Fei. Elle tente donc de découvrir la vérité sur Xue Hua et cherche à venger sa mort
Pendant ce temps, Lang Hua (maintenant appelée Bai Hai Hua) est devenue infirmière spécialisée au centre de soins de la famille Geng. Elle y fait la connaissance de Geng Ke Yi et de son fils, Geng Ruo Chen. Tout en prenant soin du vieux M. Geng, Lang Hua aide également le père et le fils à réparer leur relation. Ce faisant, elle tombe amoureuse de Ruo Chen.
Yan Hua (maintenant connue sous le nom de Bai Meng Hua), protégée depuis son enfance par sa sœur aînée Hai Hua, a une personnalité enjouée et attrayante. Ses collègues, Xu Hao et Han Li, la courtisent en même temps, les mettant tous trois dans des situations cocasses.

## Distribution
- Li Sheng : fan Ye (Huo Hua)
- Zhang Rui : Qi Fei
- Ruby Lin : Xue Hua
  - Guan Xiaotong : Xue Hua, jeune
- Joo Jin-mo : Qi Yuan
- Wan Qian : Bai Hai Hua (Lang Hua)
- Yao Yuanhao (en) : Geng Ruo Chen
- Yang Zi : Bai Meng Hua (Yan Hua)
- Deng Lun (en) : Xu Hao
- Gao Zi Qi : Han Li
- Liu De Kai : Geng Ke Yi
- Madina Memet : Beth
- Han Cheng Yu : An Ting Wei
- Fang Qing Zhuo : Xu Ma Ma
- Zhang Ying : Du Qiu Shui
- Song Zi Qiao : Ji Ai Xia
- Zhao Wei : Geng Pei Zhong
- Xiong Xiao Wen : Zhou Wen Juan
- Dai Yan Ni : Qin En

## Bande originale
| 1.  | Flowers in Fog (花非花雾非雾)           |  |
| 2.  | Locking the Romance (锁住浪漫)          |  |
| 3.  | Beautiful Spring (美丽的春天)           |  |
| 4.  | Allow Me to Love You (允许我爱你)       |  |
| 5.  | Like (喜欢)                             |  |
| 6.  | Loving You for Eternal (爱在天长地久)   |  |
| 7.  | Hating Myself For Loving You (恨我爱你) |  |
| 8.  | Unrestrained Youth (挥洒青春)           |  |
| 9.  | Little Flower in the Fog (雾里的小花)   |  |
| 10. | Rose in the Rain (雨中的红玫瑰)         |  |
| 11. | The Town of My Childhood (童年小镇)     |  |
| 12. | Withered Leaf Butterfly (枯叶蝶)        |  |
| 13. | Missed (错过)                           |  |
| 14. | Flowers May Not Be Flowers (花非花)     |  |
| 15. | Capability (本事)                       |  |